# Куюктамак
Куюктама́к (рос. Куюктамак, башк. Көйөктамаҡ) — присілок у складі Туймазинського району Башкортостану, Росія. Входить до складу Верхньобішиндинської сільської ради.
Населення — 42 особи (2010; 51 у 2002).
Національний склад:
- башкири — 69 %

Стара назва — Куюк-Тамак.